# Wincenty Kwiatkowski (oficer)
Wincenty Hilary Kwiatkowski (ur. 9 lub 24 stycznia 1905 w Humniskach, zm. wiosną 1940 w Kalininie) – porucznik piechoty i żandarmerii Wojska Polskiego, ofiara zbrodni katyńskiej.

## Życiorys
Urodził się 9 lub 24 stycznia 1905 w Humniskach jako syn Franciszka i Bronisławy, z domu Dulemba. Kształcił się w Państwowym Gimnazjum w Brzozowie. W 1925 zdał egzamin dojrzałości Państwowym Gimnazjum Męskim im. Królowej Zofii w Sanoku. Przez trzy lata studiował na Wydziale Humanistycznym Uniwersytetu Jana Kazimierza we Lwowie, po czym przerwał studia i wstąpił do Seminarium Duchownego w Przemyślu, skąd po roku odszedł w 1929. Następnie rozpoczął studia wojskowe, wpierw w Szkole Podchorążych Rezerwy Piechoty nr 6 w Rawie Ruskiej, po czym odbywał praktykę wojskową w 43 pułku strzelców w Dubnie i kurs unifikacyjny w Różanie. Następnie kontynuował edukację w latach 1930–1932 w Szkole Podchorążych Piechoty w Ostrowi Mazowieckiej. 15 sierpnia 1932 otrzymał awans do stopnia podporucznika ze starszeństwem z dniem 1 stycznia 1932 (lok. 2458). Został przydzielony do 42 pułku piechoty w Białymstoku i wyznaczony na stanowisko dowódcy plutonu. 1 marca 1935 roku został awansowany na porucznika ze starszeństwem z dniem 1 stycznia 1935 roku i 240. lokatą w korpusie oficerów piechoty. Następnie był instruktorem w Centrum Wyszkolenia Żandarmerii w Grudziądzu. W sierpniu 1938 roku został przeniesiony do 6 dywizjonu żandarmerii we Lwowie, w którym pełnił służbę na stanowisku adiutanta dywizjonu.
22 września 1939 roku przed siedzibą Dowództwa Okręgu Korpusu Nr VI we Lwowie został aresztowany przez Sowietów, a następnie osadzony w obozie w Ostaszkowie. W tym czasie nadesłał do rodziny dwie kartki pocztowe. Na wiosnę 1940 został wywieziony i zamordowany w siedzibie Obwodowego Zarządu NKWD w Kalininie (obecnie Twer) przez funkcjonariuszy oraz pracowników NKWD przybyłych z Moskwy na mocy decyzji Biura Politycznego KC WKP(b) z 5 marca 1940. Został pochowany na terenie obecnego Polskiego Cmentarza Wojennego w Miednoje.
Jego żoną była Danuta, z domu Szulc (ślub w 1936), z którą miał syna Bohdana.

## Upamiętnienie
Podczas „Jubileuszowego Zjazdu Koleżeńskiego b. Wychowanków Gimnazjum Męskiego w Sanoku w 70-lecie pierwszej Matury” 21 czerwca 1958 jego nazwisko zostało wymienione w apelu poległych w obronie Ojczyzny w latach 1939–1945 oraz na ustanowionej w budynku gimnazjum tablicy pamiątkowej poświęconej poległym i pomordowanym absolwentom gimnazjum.
W 1962 Wincenty Kwiatkowski został upamiętniony wśród innych osób wymienionych na tablicy Mauzoleum Ofiar II Wojny Światowej na cmentarzu przy ul. Rymanowskiej w Sanoku.
5 października 2007 roku Minister Obrony Narodowej Aleksander Szczygło mianował go pośmiertnie do stopnia kapitana. Awans został ogłoszony 9 listopada 2007 roku, w Warszawie, w trakcie uroczystości „Katyń Pamiętamy – Uczcijmy Pamięć Bohaterów”.
30 maja 2010, ramach akcji „Katyń... pamiętamy” / „Katyń... Ocalić od zapomnienia”, Wincenty Kwiatkowski został uhonorowany poprzez zasadzenie Dębu Pamięci przy Zespole Szkół nr 2 w Humniskach.